# Landschaftsschutzgebiet Magergrünland westlich Borntosten
Das Landschaftsschutzgebiet Magergrünland westlich Borntosten ein 4 ha großes Landschaftsschutzgebiet (LSG) südwestlich von Borntosten im Stadtgebiet von Marsberg. Das Gebiet wurde 2008 mit dem Landschaftsplan Marsberg durch den Kreistag des Hochsauerlandkreises ausgewiesen. Es grenzt direkt an die Landesgrenze zu Hessen. Das LSG grenzt fast nur an das Landschaftsschutzgebiet Freiflächen um Borntosten vom Typ B an. Im Osten geht das LSG bis an den Dorfrand.

## Beschreibung
Im Landschaftsschutzgebiet Magergrünland westlich Borntosten befindet sich fast nur Grünland. Das Grünland wird als Weide, meist mit Rindern, und als Mähwiese genutzt. Das Landschaftsschutzgebiet ist mit etlichen Feldgehölzen angereichert. Im Osten schließt das LSG an eine rund 950 m lange Hecke an.
Im LSG befinden sich Gesetzlich geschützte Biotope nach § 30 BNatSchG. Das Gesetzlich geschützte Biotop ist als Magerwiesen und -weiden ausgewiesen worden. Die Biotopfläche wird im Biotopkataster vom Landesamt für Natur, Umwelt und Verbraucherschutz Nordrhein-Westfalen als Magergrünland und Hecken westlich Borntosten bezeichnet.
Der Landschaftsplan führt zum LSG aus: „Damit ergibt sich insgesamt ein Biotopkomplex, der auch selteneren (Vogel-) Arten des gehölzreichen Offenlandes als Brut- und Nahrungshabitat dienen und gleichzeitig das NSG „Gelber Bruch“ über weitere vorhandene Grünland- und Gehölzflächen ergänzen kann.“ 

## Schutzzweck
Die Ausweisung erfolgte zur Erhaltung, Ergänzung und Optimierung eines Grünlandbiotop-Verbundsystems in den Talauen und den Magergrünland-Gesellschaften in den Naturschutzgebieten, damit Tiere und Pflanzen Wanderungs- und Ausbreitungsmöglichkeiten behalten, und dem Erhalt der Vorkommen geschützter Vogelarten sowie dem Schutz artenreicher Pflanzengesellschaften.

## Rechtlicher Rahmen
Das Landschaftsschutzgebiet Magergrünland westlich Borntosten wurde als eines von 30 Landschaftsplangebieten vom Typ C, Wiesentäler und ornithologisch bedeutsames Offenland, ausgewiesen. Im Landschaftsplangebiet Marsberg gibt es auch drei Landschaftsschutzgebiete vom LSG Typ A, Allgemeiner Landschaftsschutz, wo unter anderem das Errichten von Bauten verboten ist. Ferner 17 Landschaftsschutzgebiete vom LSG Typ B, Ortsrandlagen und Landschaftscharakter, wo zusätzlich Erstaufforstungen und auch die Neuanlage von Weihnachtsbaumkulturen, Schmuckreisig- und Baumschulkulturen verboten sind. Wie in den anderen 29 Landschaftsschutzgebieten vom Typ C im Landschaftsplangebiet Marsberg besteht im LSG Landschaftsschutzgebiet Magergrünland westlich Borntosten zusätzlich ein Umwandlungsverbot von Grünland und Grünlandbrachen in Acker oder andere Nutzungsformen. Eine maximal zweijährige Ackernutzung innerhalb von zwölf Jahren ist erlaubt, falls damit die Erneuerung der Grasnarbe vorbereitet wird. Dies gilt als erweiterter Pflegeumbruch. Beim erweiterten Pflegeumbruch muss ein Mindestabstand von 5 m vom Mittelwasserbett eingehalten werden.